# Jean-Pierre Garen
Jean-Pierre Garen, de son vrai nom Jean-Pierre Goiran, né le 10 novembre 1932 à Paris (8e arrondissement) et mort le 4 mars 2004 à Paris (15e arrondissement) , est un médecin français et écrivain de romans policiers et de science-fiction.

## Biographie
Quarante années d’une vie professionnelle bien remplie l’ont vu exercer la chirurgie, la gynécologie et l’obstétrique, en libéral et en clinique. Jusqu’à sa retraite il a assuré un service de gardes et des astreintes en urgences viscérales. Interne des Hôpitaux de Paris, Chef de clinique, il fut un étroit collaborateur du Professeur Robey qui dirigeait la maternité de l’hôpital Boucicaut.
S’investissant très tôt dans le droit des femmes à la contraception, il apporte une contribution significative, par ses publications et son travail, à faire évoluer les mœurs. Son Guide de la contraception (1970, Massin Edit.) fut pendant huit années un ouvrage essentiel. Avec l’humour qui le caractérisait, il y battait en brèche les innombrables préjugés de l’époque.
Médecin-lieutenant pendant la guerre d'Algérie, il en découvre toute l’horreur, terminant son séjour comme médecin-chef de l’antenne chirurgicale de Djelfa. Auparavant, il avait été affecté pendant quelque temps à Reggane, dans le Sahara, où il avait pu assister aux deux premières expérimentations nucléaires françaises.
Très tôt, l’écriture l’attire et c’est ainsi que durant ses loisirs, plus de quatre-vingt romans verront le jour, et certains seront même traduits en allemand, en néerlandais, en italien, en espagnol, en serbo-croate, en portugais, en grec et en tchèque.
Alternant entre le genre policier de ses débuts et la science-fiction, il cherchait avant tout à distraire ses lecteurs. Dans un style simple et direct, mais jamais trivial, il invente des aventures dans lesquelles on peut retrouver les valeurs qui étaient les siennes : le courage, le dévouement, un sens profond de l’amitié. Mais on y décèle également le respect des cultures et de leurs développements (à la base du principe même du SSPP), la foi en l’Homme et le combat permanent qu’il doit mener pour construire un monde meilleur.
Titulaire de l’Ordre national du Mérite depuis 1992, son action à la Présidence du Groupement des Écrivains Médecins auquel il avait donné un rayonnement international, lui a valu d’être nommé Chevalier dans l’ordre des Arts et des Lettres.
Il était médecin comme l’était sa mère, l’une des premières femmes ayant exercé cette profession jusque-là réservée aux hommes.

## Œuvres

### Collection Spécial-Police
- Justice à rendre, Fleuve noir, 1960
- En pâture aux crabes, Fleuve noir, 1962
- Piège pour la défense, Fleuve noir, 1963
- Poursuite sans espoir, Fleuve noir, 1963
- La Mort en héritage, Fleuve noir, 1963
- Défense sans pitié, Fleuve noir, 1963
- Malade à tuer, Fleuve noir, 1964
- Morte sous la pluie, Fleuve noir, 1964
- Malheur à la défense, Fleuve noir, 1964
- Dangereuse hospitalité, Fleuve noir, 1965
- Week-end aux enfers, Fleuve noir, 1965
- Trop tard pour tuer, Fleuve noir, 1966
- Une semaine pour la défense, Fleuve noir, 1971
- La Troisième Empreinte, Fleuve noir, 1972
- Balade pour un cadavre, Fleuve noir, 1973
- La Colère de Wotan, Fleuve noir, 1973
- L'Affaire Himes, Fleuve noir, 1974
- Le 21 septembre, Fleuve noir, 1975
- Meurtre dans les Alpilles, Fleuve noir, 1976
- Accident au Lavandou, Fleuve noir, 1977
- Médée, Fleuve noir, 1978
- Meurtre par intérim, Fleuve noir, 1980
- Vengeance en solitaire, Fleuve noir, 1982
- Une belle saloperie, Éditions de l'Officine, 2004

### Collection Anticipation
(* en bout de phrase = SSPP (Service de Surveillance des Planètes Primitives) sans Marc Stone )
- Le Bagne d'Edénia, Fleuve noir, Paris, 1974. *
- Orage magnétique, Fleuve Noir, Paris, 1975. *
- Les Damnés de l'espace, Fleuve Noir, Paris, 1976. *
- Attaque parallèle, Fleuve Noir, Paris, 1976. *
- Le Secret des initiés, Fleuve Noir, Paris, 1977.
- Opération Epsilon, Fleuve Noir, Paris, 1977. *
- Mémoire génétique, Fleuve Noir, Paris, 1978. *
- Mission sur Mira, Fleuve Noir, Paris, 1979. *
- Capitaine Pluton, Fleuve Noir, Paris, 1981. *
- Génie génétique, Fleuve Noir, Paris, 1983.
- L'Emprise du cristal, Fleuve Noir, Paris, 1984. *
- Les Sorcières du marais, Publibook, 2001.
- L'Épée de lumière, Éditions de l'Officine (coll. Fantastic Fiction), Paris, 2003.
- La Planète morte, Éditions de l'Officine (coll. Fantastic Fiction), Paris, 2004.

#### SérieService de surveillance des planètes primitives
- 1 - Le Dernier des Zwors, Fleuve noir, Paris, 1982.
- 2 - L'Ordre des Ordres, Fleuve Noir, Paris, 1984.
- 3 - L'Inconnue de Ryg, Fleuve Noir, Paris, 1985.
- 4 - La Fleur pourpre, Fleuve Noir, Paris, 1986.
- 5 - Opération Bacchus, Fleuve Noir, Paris, 1986.
- 6 - Le Gladiateur de Vénusia, Fleuve Noir, Paris, 1986.
- 7 - Le Dragon de Wilk, Fleuve Noir, Paris, 1986.
- 8 - Les Guerrières de Lesban, Fleuve Noir, Paris, 1987.
- 9 - Le Chariot de Thalia, Fleuve Noir, Paris, 1987.
- 10 - Les Démons de la montagne, Fleuve Noir, Paris, 1987.
- 11 - Le Maître de Juvénia, Fleuve Noir, Paris, 1988.
- 12 - La Vengeance de l'androïde, Fleuve Noir, Paris, 1988.
- 13 - La Quête du Graal, Fleuve Noir, Paris, 1988.
- 14 - Piège sur Korz, Fleuve Noir, Paris, 1989.
- 15 - Des enfants très doués, Fleuve Noir, Paris, 1989.
- 16 - Les Pierres de sang, Fleuve Noir, Paris, 1989.
- 17 - Le Roi de fer, Fleuve Noir, Paris, 1989.
- 18 - La Chute des dieux, Fleuve Noir, Paris, 1989.
- 19 - Safari mortel, Fleuve Noir, Paris, 1990.
- 20 - Chasse infernale, Fleuve Noir, Paris, 1990.
- 21 - Le Gardien du cristal, Fleuve Noir, Paris, 1990.
- 22 - Les Pirates de Sylwa, Fleuve Noir, Paris, 1991.
- 23 - L'Ombre des Rhuls, Fleuve Noir, Paris, 1991.
- 24 - Astronef Mercure, Fleuve Noir, Paris, 1991.
- 25 - La Planète des Lykans, Fleuve Noir, Paris, 1991.
- 26 - Le Camp des inadaptés, Fleuve Noir, Paris, 1992.
- 27 - Les Possédés du démon, Fleuve Noir, Paris, 1992.
- 28 - Recyclage, Fleuve Noir, Paris, 1992.
- 29 - Mission secrète, Fleuve Noir, Paris, 1992.
- 30 - Le Temps et l'espace, Fleuve Noir, Paris, 1993.
- 31 - Les Moines noirs, Fleuve Noir, Paris, 1993.
- 32 - Les Mangeurs de viande, Fleuve Noir, Paris, 1993.
- 33 - Les Mines de Sarkal, Fleuve Noir, Paris, 1994.
- 34 - Les Adorateurs de Kaal, Fleuve Noir, Paris, 1994.
- 35 - L'Araignée de verre, Fleuve Noir, Paris, 1994.
- 36 - Les Hommes du Maître, Fleuve Noir, Paris, 1995.
- 37 - Justice galactique, Fleuve Noir, Paris, 1996.
- 38 - La Montagne rouge, Fleuve Noir, Paris, 1996.
- 39 - Les Pieuvres végétales, Fleuve Noir, Paris, 1998.
- 40 - Les Pierres du diable, Fleuve Noir, Paris, 1998.
- 41 - L'Antre du démon, Fleuve Noir, Paris, 1998.
- 42 - Les Entrailles de Wreck, Fleuve Noir, Paris, 1998.
- 43 - Recherche sans espoir, Éditions de l'Officine, Paris, 2003.